# Tân Vĩnh Hiệp
Tân Vĩnh Hiệp là một phường thuộc thành phố Tân Uyên, tỉnh Bình Dương, Việt Nam.

## Địa lý
Phường Tân Vĩnh Hiệp nằm ở phía tây nam thành phố Tân Uyên, có vị trí địa lý:
- Phía đông giáp phường Khánh Bình
- Phía tây giáp thành phố Thủ Dầu Một
- Phía nam giáp phường Tân Phước Khánh
- Phía bắc giáp phường Tân Hiệp.

Phường Tân Vĩnh Hiệp có diện tích 9,03 km², dân số năm 2021 là 50.666 người, mật độ dân số đạt 5.611 người/km².

## Hành chính
Phường Tân Vĩnh Hiệp được chia thành 5 khu phố: Hóa Nhựt, Tân An, Tân Hóa, Vĩnh An, Vĩnh Trường.

## Lịch sử
Sau năm 1975, Tân Vĩnh Hiệp là một xã thuộc huyện Châu Thành cũ.
Ngày 11 tháng 3 năm 1977, huyện Châu Thành giải thể, xã Tân Vĩnh Hiệp chuyển sang trực thuộc huyện Tân Uyên.
Ngày 17 tháng 11 năm 2004, Chính phủ ban hành Nghị định 190/2004/NĐ-CP. Theo đó, điều chỉnh 290 ha diện tích tự nhiên và 1.173 nhân khẩu của xã Tân Vĩnh Hiệp về xã Tân Hiệp mới thành lập.
Sau khi điều chỉnh địa giới hành chính, xã Tân Vĩnh Hiệp còn lại 1.731 ha diện tích tự nhiên, dân số là 9.409 người.
Ngày 11 tháng 8 năm 2009, Chính phủ ban hành Nghị quyết số 36/NQ-CP. Theo đó, điều chỉnh 795,77 ha diện tích tự nhiên và 1.417 nhân khẩu của xã Tân Vĩnh Hiệp về thị xã Thủ Dầu Một quản lý (nay là một phần phường Phú Tân thuộc thành phố Thủ Dầu Một).
Sau khi điều chỉnh địa giới hành chính, xã Tân Vĩnh Hiệp còn lại 935,23 ha diện tích tự nhiên, dân số là 10.118 người.
Ngày 29 tháng 12 năm 2013, xã Tân Vĩnh Hiệp trực thuộc thị xã Tân Uyên mới thành lập.
Ngày 10 tháng 1 năm 2020, Ủy ban Thường vụ Quốc hội ban hành Nghị quyết số 857/NQ-UBTVQH14 (nghị quyết có hiệu lực từ ngày 1 tháng 2 năm 2020). Theo đó, thành lập phường Tân Vĩnh Hiệp trên cơ sở toàn bộ 9,02 km² diện tích tự nhiên và 30.754 người của xã Tân Vĩnh Hiệp.